# Пещерный город

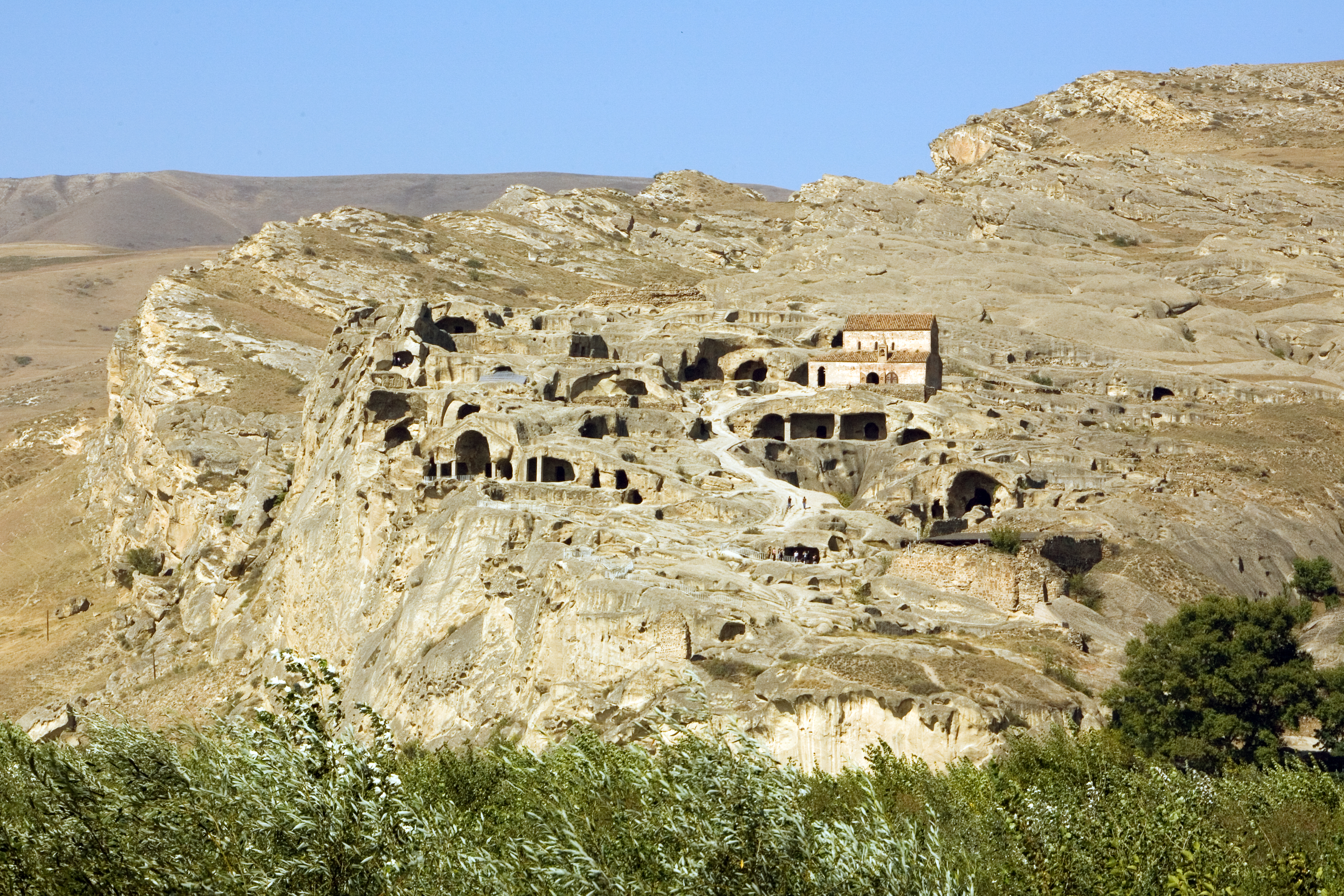
Уплисцихе

Пещерный город — остатки (главным образом средневековых) населённых пунктов (городов, замков, монастырей, селений), где имеются искусственные или естественные пещеры (обычно в песчаниках, известняках, лёссах, туфах).
Пещеры служили жилищами, культовыми, погребальными или хозяйственными помещениями. Обычно сочетались с наземными сооружениями. После прекращения жизни в пещерных городах наземные постройки разрушались, сохранились только пещеры, расположенные по склонам ущелий, долин рек и т. п., что и послужило причиной такого названия.
Пещерные города известны в России, на Украине, в Грузии, на Балканском полуострове, в Италии, Китае, Индии, Турции и др. В некоторых странах пещерные города объявлены заповедниками, где ведётся исследовательская и экскурсионная работа.
Наиболее значительны:
- Пещерные поселения Каппадокии: Деринкую, Каймаклы и др. (Турция)
- храмовый комплекс Цяньфодун («Пещера тысячи Будд») в Дуньхуане, Китай
- Аджанта в Индии
- Уплисцихе и Вардзиа в Грузии
- Хндзореск в Армении
- Свято-Климентовский монастырь в Инкермане
- Пещерные города Крыма
  - Эски-Кермен, Чуфут-Кале, Мангуп, Бакла.